# Göteborgsregionens kommunalförbund

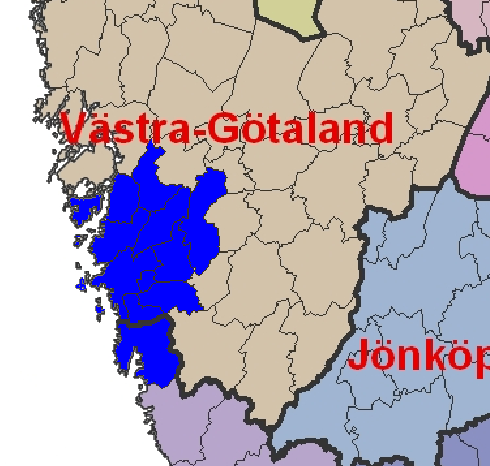
Kommunalförbundets kommuner.

Göteborgsregionen, GR, är ett kommunalförbund i Västsverige, bildat 1949. Omfattar kommunerna i Storgöteborg, dvs. Ale, Alingsås, Göteborg, Härryda, Kungsbacka, Kungälv, Lerum, Lilla Edet, Mölndal, Partille, Stenungsund, Tjörn och Öckerö, totalt omfattandes 1 087 605 invånare (2024).
Göteborgsregionens uppgift är att verka för samarbete över kommungränserna och vara ett forum för idé- och erfarenhetsutbyte inom regionen. Den interkommunala samverkan avser bland annat regionplanering, miljö, trafik, arbetsmarknad, välfärd och socialtjänst, kompetensutveckling, validering samt utbildning och forskning. 
"Nya" GR bildades 1995 genom en sammanslagning av "gamla" GR och GFF, Göteborgs Förorters Förbund. GR var planeringsorgan för Göteborgsregionen inom sektorerna regional utveckling, trafik, miljö och utbildning. Organisationsformen var kommunalförbund och detta bildades 1974. GFF var ett samarbets- och serviceorgan för förortskommunerna för idé- och kompetensutveckling, upphandling, läromedel med mera. GFF var en ideell förening som bildades redan 1949 för att främja samarbetet mellan regionens kommuner. Man gjorde gemensamma inköp, startade GF-konsult för mark- och byggprojekt och en gemensam AV-central för regionens skolor. 
Kommunalförbundets högsta beslutande organ är förbundsfullmäktige. De sammanträder en gång per år (i juni) för att godkänna årsredovisning och budget. Förbundsfullmäktige består av 105 ordinarie ledamöter samt lika många ersättare. Fullmäktige utser förbundsstyrelsen som består av 22 ordinarie ledamöter och 11 ersättare (totalt 33 ledamöter). Styrelsen sammanträder cirka sex gånger per år. Presidiet består av ordföranden och tre vice ordförande. Styrelseordförande är Axel Josefson (M). 
Göteborgsregionen är organiserade i tre verksamheter; Arbetsmarknad- och social välfärd, Miljö och samhällsbyggnad samt Utbildning.
GR ansvarar till exempel för samordnad antagning till regionens gymnasieskolor och läromedelsinköp till alla skolor i regionen. Ansvaret för antagningen till gymnasieutbildningarna innebär att kommunerna överfört myndighetsutövning till GR. GR är ett kommunalförbund tillika ett regionalt kommunförbund.
GR är grundaren och ägaren till Internationella skolan i Göteborgsregionen (ISGR). GR är också delägare i Gryning Vård och Göteborg & Co.
GR medfinansierar och utser 3 av 9 styrelseledamöter i Business Region Göteborg (BRG) för att stödja regionens näringslivsutveckling. BRG ägs av Göteborgs Stadshus AB, moderbolaget i Göteborgs Stads bolagskoncern.